# Flogen (Grangärde socken, Dalarna, vid Rämen)
Flogen är en sjö i Ludvika kommun i Dalarna och ingår i Dalälvens huvudavrinningsområde. Sjön har en area på 0,0974 kvadratkilometer och ligger 245,2 meter över havet. Sjön avvattnas av vattendraget Tunaån (Flokån).

## Delavrinningsområde
Flogen ingår i det delavrinningsområde (668865-146366) som SMHI kallar för Inloppet i Rämen. Medelhöjden är 261 meter över havet och ytan är 1,39 kvadratkilometer. Räknas de 10 avrinningsområdena uppströms in blir den ackumulerade arean 46,71 kvadratkilometer. Tunaån (Flokån) som avvattnar avrinningsområdet har biflödesordning 2, vilket innebär att vattnet flödar genom totalt 2 vattendrag innan det når havet efter 257 kilometer. Avrinningsområdet består mestadels av skog (87 procent). Avrinningsområdet har 0,09 kvadratkilometer vattenytor vilket ger det en sjöprocent på 6,7 procent.